# SDTV
SDTV（Standard definition television、標準解像度テレビ）とは現在のデジタルテレビ放送の解像度に対して、主にアナログカラーテレビ放送で使用された解像度に近いものを指す。

## 概説
日本では基本的に480i/pのみが使用される。デジタル放送（ISDB、DVB、ATSC）の開始以降、HDTVと区別するために用いられるようになった。
解像度を大きく分類する場合にも使用され、低い方から順に、LDTV - SDTV - HDTV - UHDTVとなる。
基本的にMPEG-2やH.264で圧縮されて使用されることが多い。非圧縮のデジタルシリアルコンポーネント映像とは解像度が一部異なり、非圧縮のほうが高画質である。
SDTVはNTSCアナログテレビ放送より、約330本から500本へ水平解像度が大幅に向上しているが、SDTVは基本的に圧縮されて使用されるため、ビットレートによっては画質が上とは限らない。
日本、アメリカ、韓国、台湾、ブラジルではNTSCなどの走査線525本のテレビ方式だったため、480i/pをよく使用している。一方、ヨーロッパ、中国、ロシアではPAL、SECAMの走査線625本のテレビ方式だったため、576i/pをよく使用している。
| 名称 | 最大画素数（横:縦） | アスペクト比（横:縦） | インターレス（フィールド） | 順次走査（フレーム） |
| ---- | ------------------- | --------------------- | -------------------------- | -------------------- |
| 480i | 720×480             | 16:9/4:3              | 60                         | -                    |
| 480p | 720×480             | 16:9/4:3              | -                          | 60                   |
| 576i | 720×576             | 16:9/4:3              | 50                         | -                    |
| 576p | 720×576             | 16:9/4:3              | -                          | 50                   |

これより低い解像度、ワンセグなどはSDTVに含まれない。日本では480pで4:3の放送はない。DVDで使われる解像度もほぼ同じである。

## アメリカ
順次走査の480pや576pはSDTVでもありEDTVでもあるが、日本ではデジタルにおいてはEDTVはあまり使われず、SDTVに分類される。しかし、アメリカでは全米家電協会が480p/576pはSDTVに含まずにEDTVとしている。
| 解像度           | アスペクト比（横:縦） | 名称 |
| ---------------- | --------------------- | ---- |
| 480i/576i        | 16:9/4:3              | SDTV |
| 480p/576p        | 16:9/4:3              | EDTV |
| 720p/1080i/1080p | 16:9                  | HDTV |

## マルチ編成
ISDB-Tでは、HDTV放送を行わない場合、SDTVで3チャンネルまでの放送が行なえる。またエンコード技術の進歩により、セグメントの少ない地上波でもHDTVとSDTVの2チャンネルの放送が行われており、スポーツ中継の延長などで使われている。